# Bristol 400
La Bristol 400 est la première automobile produite par la société anglaise Bristol Aeroplane Company, introduite lors au premier Salon de l'automobile de Genève d'après-guerre, le 11 février 1947. C'est une voiture de luxe.

## Histoire
Après la Seconde Guerre mondiale, BAC décide de se diversifier et forme une division voitures, qui deviendra la Bristol Cars, entreprise de droit propre. BAC a par la suite acquis une licence auprès de la Frazer Nash pour construire des modèles BMW.
Bristol a choisi de fonder son premier modèle sur les meilleures caractéristiques de deux BMW exceptionnelles d'avant-guerre, à savoir le moteur de la 328 et le châssis de la 326. Habillée d'une carrosserie en acier et d'un capot en aluminium, les formes de l'avant et des portes sont inspirées par la  327. 
La Bristol 400 utilise une version légèrement modifiée du moteur BMW six-cylindres à soupapes en tête de 1.971 cm³ (alésage 66 mm, course de 96 mm). Ce moteur, considéré comme en avance sur son temps en raison de ses chambres de combustion hémisphériques et des admissions et échappements très courts, développe 80 chevaux à 4 500 tours par minute, et pouvait amener la 400 à une vitesse de pointe d'environ 148 km/h  avec une accélération adéquate. 
Afin de maintenir une chambre de combustion hémisphérique, les soupapes ont dû être positionnées à un angle par rapport à la tête. Afin d'actionner les deux ensembles de soupapes par un seul arbre à cames, le moteur Bristol utilisait un système de tiges, de poussoirs et de manivelles pour piloter les soupapes sur le côté du moteur depuis l'arbre à cames. Les propriétaires constatèrent bientôt que l'entretien et le réglage des nombreux jeux apparaissant dans le système est difficile mais vital pour maintenir le moteur bien réglé. La boîte de vitesses est à quatre rapports, à commande manuelle, synchronisé sur les trois rapports supérieurs et dispose d'une roue libre sur la première.
Le modèle 400 a été la seule Bristol à être carrossée avec de l'acier et de l'aluminium et avait tous les verres plats, mais la lunette arrière courbe était réalisée en plexiglas, qui proposait en option une charnière supérieure. Cette fonctionnalité était bienvenue sur les marchés d'exportation vers des climats plus chauds, car les fenêtres coulissantes des portes ne fournissaient que peu de ventilation aux passagers.
La 400 disposait d'une suspension avant indépendante avec un ressort à lames transversal et un pont rigide qui supporte le différentiel et des barres de torsion longitudinales avec bras transversaux à l'arrière. Elle avait un empattement de 2 895 mm et une calandre très BMW à l'avant de son long capot. La zone des passagers est très courte, avec la roue de secours montée à l'intérieur du coffre sur les premières voitures, mais finalement monté sur l'arrière du couvercle de coffre, protégée par un couvercle en aluminium.
Le 18 septembre 1948, la voiture fut utilisée pour inaugurer le circuit de Goodwood à l'occasion de la première course automobile d'après-guerre au Royaume-Uni.

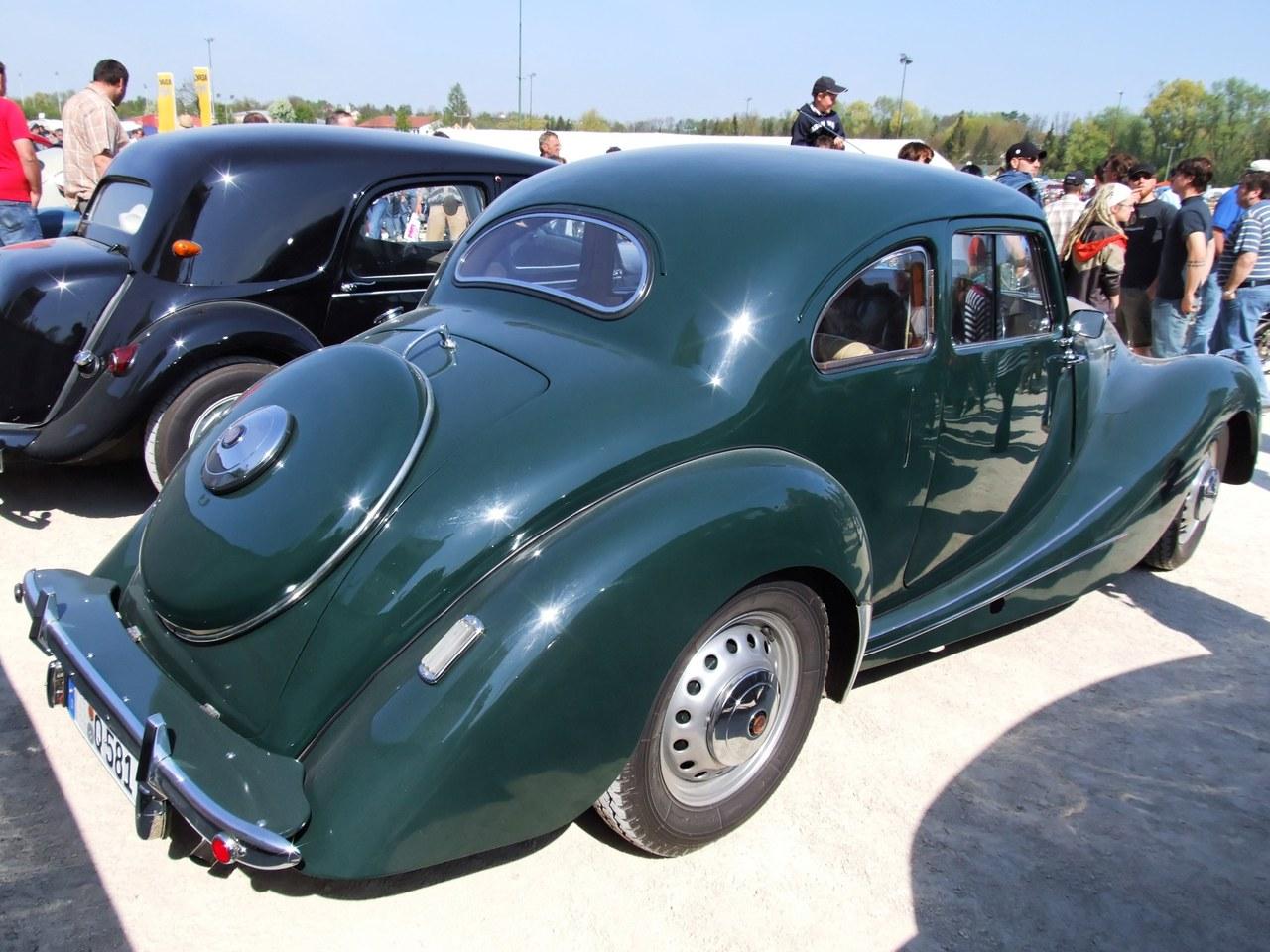
Bristol 400 2 litres
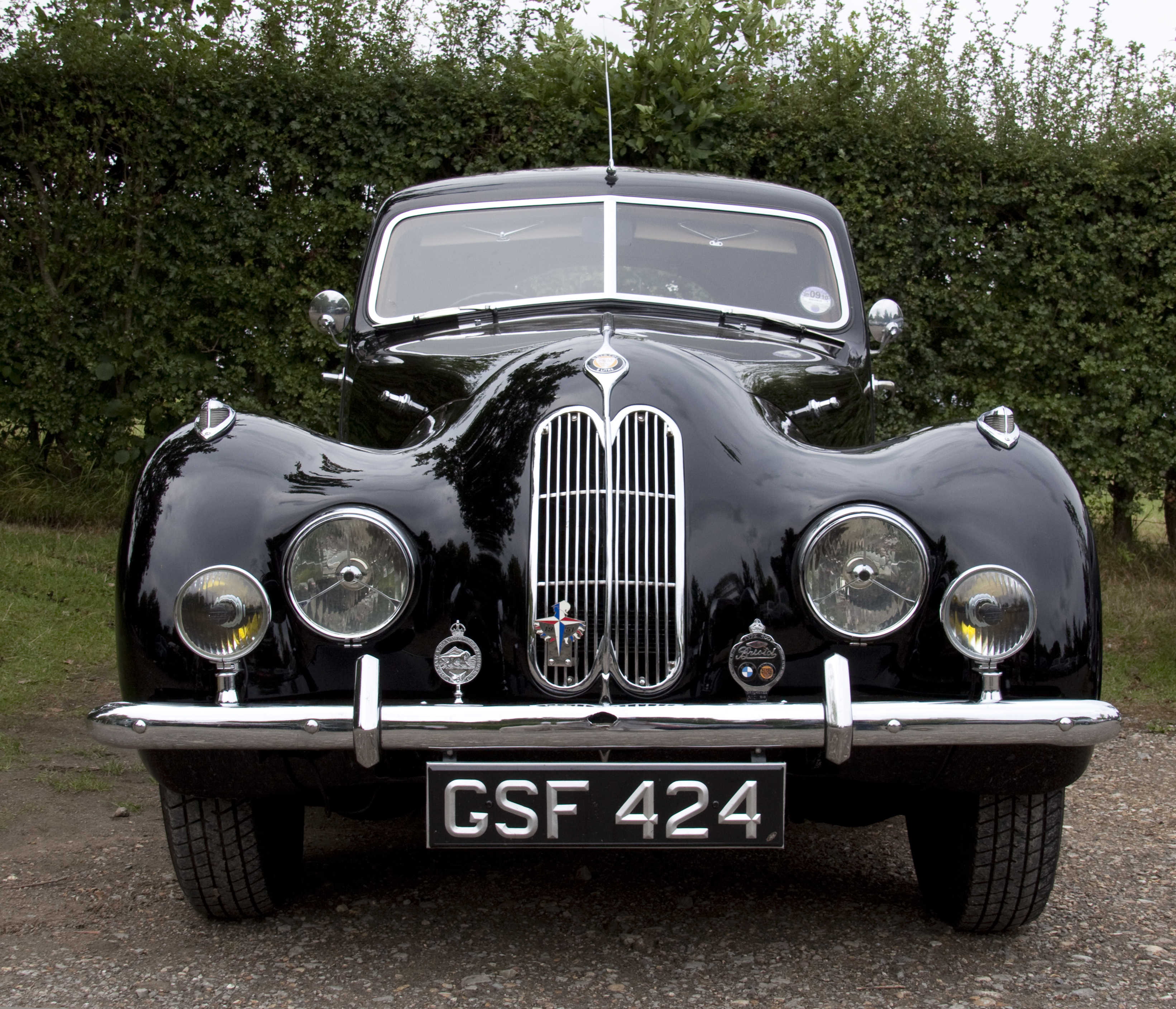
400 2 litres (1949)
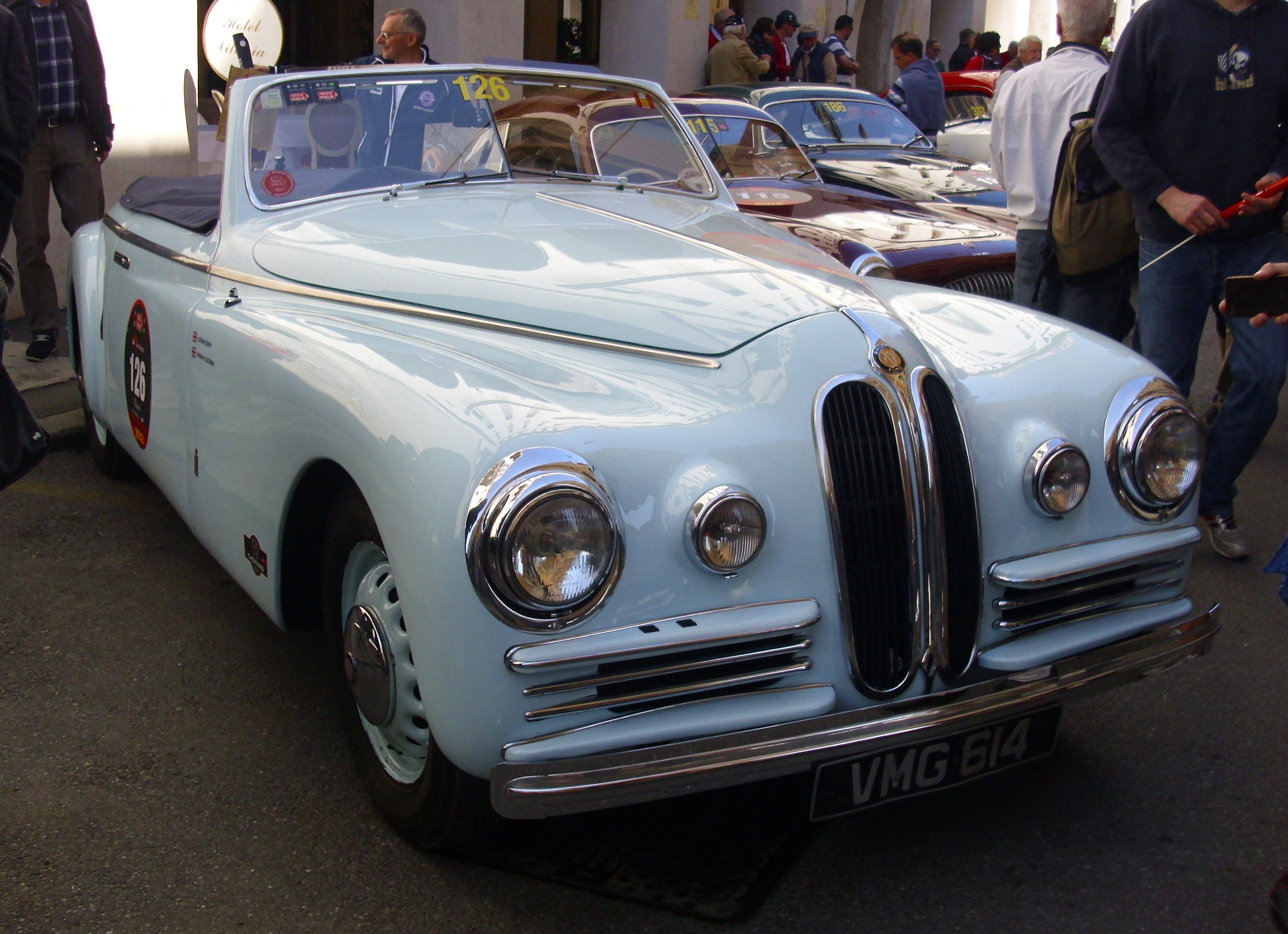
400 Farina (1949)
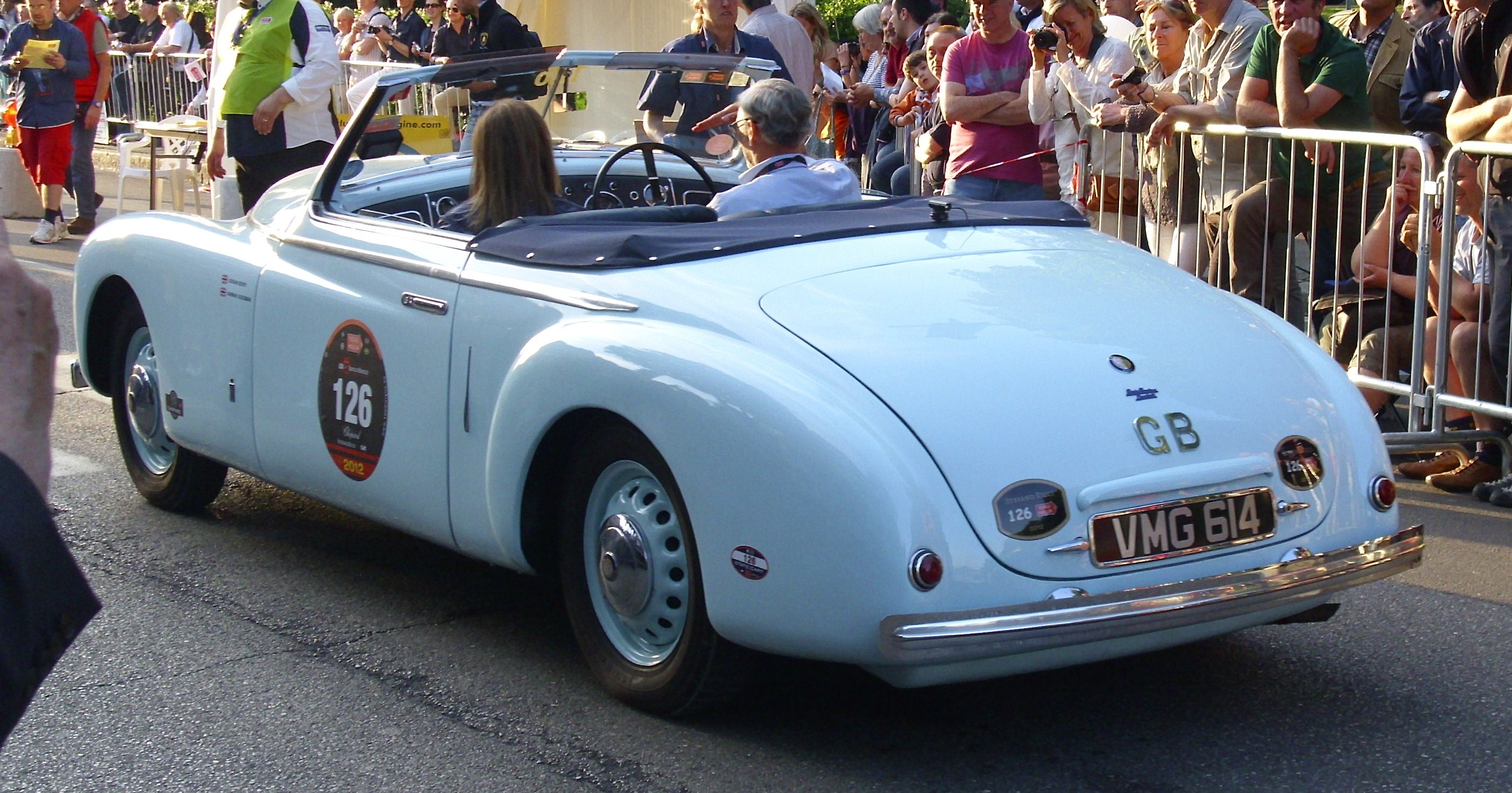
400 Farina (1949), les lignes de qui préfigurent l' 401